# NGC 2165
NGC 2165 – gromada otwarta znajdująca się w gwiazdozbiorze Woźnicy. Odkrył ją John Herschel 12 lutego 1831 roku. Jest położona w odległości ok. 4,7 tys. lat świetlnych od Słońca.